# Macroglossum fruhstorferi
Macroglossum fruhstorferi là một loài bướm đêm thuộc họ Sphingidae, chi Macroglossum.

## Phụ loài
- Macroglossum fruhstorferi fruhstorferi
- Macroglossum fruhstorferi latifascia Rothschild & Jordan, 1903